# Zeitlupe
Die Zeitlupe (auch unter dem Anglizismus Slow Motion, engl. ‚langsame Bewegung‘, oder als Akronym Slow-Mo, Slo-Mo oder Slomo bekannt) ist eine in der Filmtechnik und Computersimulation angewandte Methode, die Bewegungsabläufe verlangsamt darstellt. Das ihr zugrunde liegende Prinzip geht auf eine Erfindung August Musgers aus dem Jahre 1904 zurück. Das erste Gerät zur Herstellung von Zeitlupenaufnahmen basierte auf Musgers Erfindung und wurde 1916 von der Dresdner Firma Ernemann der Öffentlichkeit vorgestellt.
Im Fernsehen werden Zeitlupenbilder aus dem Sport oft als Studie bezeichnet, auch wenn die Aufnahme der Veranschaulichung und nicht der Analyse dient.
Die der Zeitlupe entgegengesetzte Methode ist der Zeitraffer.

## Geschichte

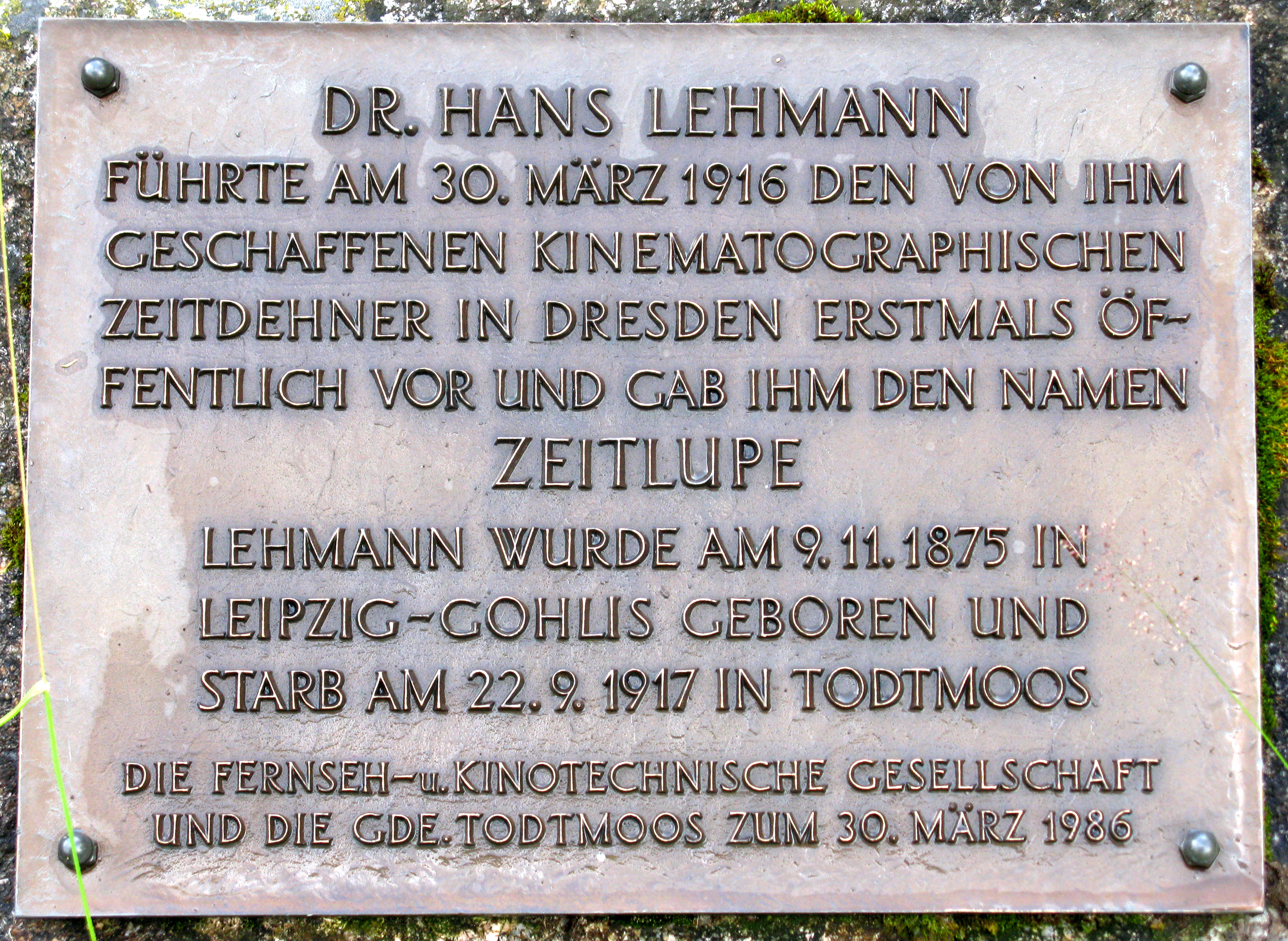
Gedenktafel für Hans Lehmann auf dem Friedhof von Todtmoos.

Am 3. September 1904 reichte August Musger das Patent für die Konstruktionspläne zu seinem „Serienapparat mit Spiegelrad“, der Zeitlupenaufnahmen herstellen konnte, beim Österreichischen Patentamt ein. Bis 1907 stellte er anhand dieser Pläne schließlich auch einen Prototyp der Erfindung her. 1912 musste Musger sein Patent aufgrund unzureichender finanzieller Mittel aufgeben.
1914 stellte jedoch die Firma Ernemann einen Zeitlupenapparat der Öffentlichkeit vor, der zwar auf der Erfindung Musgers basierte, diesen jedoch nirgends erwähnte. Der „Erfinder“ des Geräts bei der Firma Ernemann, Hans Lehmann, stand mit Musger schon seit Jahren im Briefwechsel und erwähnte gegenüber diesem in einem Brief vom 14. April 1916 auch, dass sein „Zeitmikroscop“ auf Musgers Erfindung basiere: „Ich würde mich sehr freuen, Ihnen die Fortschritte vorführen zu können, welche Ihrer Erfindung zu Grunde liegen. Vielleicht haben Sie Gelegenheit, einmal nach Dresden zu kommen und mich in den Ernemann-Werken aufzusuchen, oder vielleicht habe ich Gelegenheit, meinen Vortrag über den neuen Apparat, welchen man ‚Zeitmikroscop‘ nennen könnte (weil er die Zeit vergrößert, in welcher rasche Bewegungsvorgänge erfolgen, denen das Auge bei der natürlichen Geschwindigkeit nicht folgen kann) und die Vorführung meiner Films in Graz oder in Wien zu wiederholen.“

## Funktionsweise
Beim Film wird eine Zeitlupe realisiert, indem man die Bildfrequenz bei der Aufnahme erhöht und den entstandenen Film mit normaler Geschwindigkeit wiedergibt (Overcranking).
Für extreme Zeitlupenaufnahmen werden spezielle Kameras eingesetzt. Im künstlerischen Film sind dies insbesondere MOS-Kameras, für technische Zwecke finden Hochgeschwindigkeitskameras Verwendung.
Wenn kein Ausgangsmaterial mit erhöhter Bildfrequenz zur Verfügung steht, können auch nachträglich sogenannte Zwischenbilder generiert werden, die die fehlenden Bilder ersetzen sollen. Im einfachsten Fall werden bestehende Bilder einfach verdoppelt. Besser funktionieren Zwischenbilder, die aus einer Überblendung der beiden benachbarten Bilder bestehen. Für besonders natürlich aussehende Bewegungsabläufe gibt es Computer-Programme, die bewegte Objekte im Bild aufspüren und deren Position interpolieren. All diese Techniken können nicht mit der Qualität tatsächlich aufgenommener Einzelbilder mithalten.
Zeitlupe wird in Dokumentationsfilmen verwendet, um schnelle oder komplizierte Vorgänge anschaulich darzustellen. Die Methode wird aber auch gerne genutzt, um besondere ästhetische Bilder oder Effekte zu erzeugen. Sehr häufig eingesetzt wird die Zeitlupe bei Sport-Aufnahmen, beispielsweise im Fußball oder in der Formel 1.
Das Gegenteil der Zeitlupe ist der Zeitraffer, der auch auf die entgegengesetzte Weise erzielt wird, nämlich indem man die Bildfrequenz bei der Filmaufnahme verlangsamt, beispielsweise auf 1 Bild pro Sekunde, und die Aufnahmen mit normaler Geschwindigkeit (beispielsweise 24 Bilder pro Sekunde) im Kino abspielt.
Speedchange nennt man eine Manipulation der Abspielfrequenz, mit deren Hilfe Bewegungsabläufe während der Wiedergabe beschleunigt oder verlangsamt werden, also beispielsweise von einer Zeitlupe über normale Geschwindigkeit zum Zeitraffer wechseln.
Mithilfe digitaler Technik lassen sich diese Effekte ohne großen Aufwand am Computer erzeugen, was deren vermehrten Einsatz in allen filmischen Genres seit den 1990er Jahren erklärt.